# Laki (Bulgária)
Laki (búlgaro: Лъки) é uma cidade da Bulgária, localizada no distrito de Plovdiv. A sua população era de 2,491 habitantes segundo o censo de 2010.

## População
| Laki (cidade) | Laki (cidade) | Laki (cidade) | Laki (cidade) | Laki (cidade) | Laki (cidade) | Laki (cidade) | Laki (cidade) | Laki (cidade) | Laki (cidade) | Laki (cidade) | Laki (cidade) | Laki (cidade) | Laki (cidade) | Laki (cidade) | Laki (cidade) | Laki (cidade) | Laki (cidade) | Laki (cidade) | Laki (cidade) |
| --- | ------------- | ------------- | ------------- | ------------- | ------------- | ------------- | ------------- | ------------- | ------------- | ------------- | ------------- | ------------- | ------------- | ------------- | ------------- | ------------- | ------------- | ------------- | ------------- |
| Ano | 1887          | 1910          | 1934          | 1946          | 1956          | 1965          | 1975          | 1985          | 1992          | 2001          | 2002          | 2003          | 2004          | 2005          | 2006          | 2007          | 2008          | 2009          | 2010          |
| População |               |               |               |               |               | …             | 3,598         | 3,939         | 3,461         | 2,871         | 2,809         | 2,725         | 2,704         | 2,661         | 2,615         | 2,597         | 2,592         | 2,547         | 2,491         |
| Fontes: Instituto Nacional de Estatísticas, „citypopulation.de“, „pop-stat.mashke.org“, Bulgarian Academy of Sciences |               |               |               |               |               |               |               |               |               |               |               |               |               |               |               |               |               |               |               |